# Премьера (Новые приключения Человека-паука)
«Премьера» (англ. Opening Night) — двенадцатый эпизод второго сезона американского мультсериала «Новые приключения Человека-паука», основанного на одноимённом персонаже комиксов Marvel, созданном Стэном Ли и Стивом Дитко.

## Сюжет
Человека-паука садят в тюрьму для проверки системы безопасности. Джону Джеймсона это очень радует, несмотря на то, что герой говорит ему, что он здесь по просьбе Нормана Озборна. Туда приезжает Чёрная кошка под своей настоящей личностью Фелиции Харди. В школе скоро начнётся премьера спектакля, но никто не может найти Гарри, играющего главную роль. Питеру также нужно на него попасть, чтобы посмотреть на игру Лиз. Норман уходит после звонка из Oscorp. Чёрная кошка ползёт по трубам в тюрьме. Режиссёр сам решает сыграть роль Гарри, но ученики предлагают дать её Хобби Брауну.
Человек-паук устраивает саботаж в камере, и когда приходят охранники, он хитро избавляется от них и бежит. Начальник тюрьмы приказывает перекрыть все двери, но система не отвечает, её взломали. Все сотрудники заперты на своих местах. Это дело рук Зелёного гоблина. Паук входит в зал с тюремными камерами и общается с преступниками. Гоблин внезапно открывает камеры с помощью своего устройства, и все преступники нападают на героя. В школе начинается спектакль. Лиз не видит Питера среди зрителей. Монтана показывает Сильвермейну, что Мистерио, сидевший с ними, на самом деле робот. Он направляет на Человека-паука летучих мышей. Тем временем Чёрная кошка проникает в камеру своего отца Уолтера, чтобы освободить его. Увидев Паука, она помогает ему справиться со злодеями. Они прячутся в камере, но дверь не поддаётся, и Паук заматывает её паутиной. Гоблин освобождает Марка Аллана и Рино. Человек-паук узнаёт в отце Чёрной кошки преступника, убившего дядю Бена. Затем они лезут через трубу, но Паук говорит, что не допустит побега Уолтера.
Трое попадают в комнату с усыпляющим газом. Они решают заманить преступников сюда. Паук берёт их внимание на себя, и проходя через препятствия, которые ему делает Гоблин, заманивает злодеев в комнату с газом, попутно уничтожив робота Мистерио с помощью огня Марка. Уолтер Харди выпускает газ и вырубается вместе с остальными. Чёрная кошка уезжает расстроенно, вспоминая их разговор, как отец решил остаться в той комнате, ибо раскаивается в убийстве Бена Паркера. Зелёный гоблин тем временем решает уже сам в открытую напасть на Паука. Кошка возвращается и помогает герою, Гоблин улетает. Она говорит Человек-пауку, что никогда не простит его за то, что тот пробудил в её отце совесть. Джей Джей же все ровно остаётся недоволен Пауком. В школе завершается спектакль.

## Роли озвучивали
- Джош Китон — Питер Паркер (Человек-паук)
- Стив Блум — Зелёный гоблин
- Эрик Лопез — Марк Аллан (Расплавленный человек)
- Аланна Юбак — Лиз Аллан
- Ванесса Маршалл — Мэри Джейн Уотсон
- Даран Норрис — Джей Джона Джеймсон
- Алан Рачинс — Норман Озборн
- Триша Хелфер — Фелиция Харди (Чёрная кошка)
- Лейси Шабер — Гвен Стейси
- Клэнси Браун — Джордж Стейси / Рино

## Отзывы

Динамика оценок IGN к эпизодам 2 сезона мультсериала

Эрик Гольдман из IGN поставил эпизоду оценку 8,5 из 10 и написал, что момент с освобождением преступников «был действительно весёлым, так как Зелёный гоблин (в то время как Норман и Гарри пропали без вести из тюрьмы и спектакля соответственно) появился на сцене и открыл все камеры». Критик отметил, что «наблюдение за прохождением Человека-паука через препятствия действительно показало, насколько впечатляющим бойцом он может быть». Рецензент также написал про постановку пьесы «Сон в летнюю ночь» в школе Питера, отмечая «классные визуальные параллели: с Глорией, играющей Паутинку и одетой в красно-синюю одежду, и Хобби в пурпурном и зелёном цвете, играющего роль Пака».
Джастин Феликс из DVD Talk написал, что качество последних эпизодов «неизменно хорошее».